# WCW Bash at the Beach
Bash at the Beach fue un evento de lucha libre profesional pago por visión producido por la World Championship Wrestling (WCW). Fue el PPV del mes de julio. que duro desde 1994 hasta el 2000. Junto a Starrcade, SuperBrawl, The Great American Bash, y Halloween Havoc, este evento fue promocionado como uno de los eventos principales de la WCW.

## Resultados

### 1994
Bash at the Beach 1994 tuvo lugar el 17 de julio de 1994 desde la Orlando Arena en Orlando, Florida.
- Dark match: Brian Armstrong & Brad Armstrong derrotaron a Steve Keirn & Bobby Eaton
- Lord Steven Regal derrotó a Johnny B. Badd reteniendo el Campeonato Mundial Televisivo de la WCW (10:40)
  - Regal cubrió a Badd.
  - Badd remplazó a Sting, que estaba lesionado.
- Vader (con Harley Race) derrotó a The Guardian Angel en un No DQ match (7:58)
- Terry Funk & Bunkhouse Buck derrotaron a Dustin Rhodes & Arn Anderson (11:15)
  - Funk cubrió a Rhodes después de un DDT de Anderson.
- Steve Austin derrotó a Ricky Steamboat para retener el Campeonato Peso Pesado de los Estados Unidos de la WCW (20:06)
  - Austin cubrió a Steamboat.
- Pretty Wonderful (Paul Roma & Paul Orndorff) derrotaron a Cactus Jack & Kevin Sullivan ganando los Campeonatos Mundiales en Parejas de la WCW (20:11)[1]
  - Orndorff cubrió a Jack.
- Hulk Hogan (con Shaquille O'Neal y Jimmy Hart) derrotó a Ric Flair (con Sensuous Sherri) para ganar el Campeonato Mundial Peso Pesado de la WCW (21:50)
  - Hogan cubrió a Flair después de una leg drop.
  - Este fue el debut de Hogan en la WCW.

### 1995
Bash at the Beach 1995 tuvo lugar el 16 de julio de 1995 en la playa en Huntington Beach, California.
- Main Event match: Johnny B. Badd derrotó a Chris Kanyon (2:03)
  - Badd cubrió a Kanyon.
- Main Event match: Road Warrior Hawk derrotó a Mark Starr (1:25)
  - Hawk cubrió a Starr.
- Dick Slater & Bunkhouse Buck derrotaron a Marcus Bagwell & Alex Wright (3:25)
  - Buck cubrió a Wright.
- Sting derrotó a Meng reteniendo el Campeonato Peso Pesado de los Estados Unidos de la WCW (15:31)
  - Sting cubrió a Meng con un roll-up.
- The Renegade derrotó a Paul Orndorff reteniendo el Campeonato Mundial Televisivo de la WCW (6:12)
  - Renegade cubrió a Orndorff.
- Kamala derrotó a Jim Duggan (6:00)
  - Kamala cubrió a Duggan después The Zodiac lo golpara con la máscara de Kamala
- Diamond Dallas Page (con the Diamond Doll y Max Muscle) derrotó a Dave Sullivan (5:04)
  - Page cubrió a Sullivan después de un Diamond Cutter.
- Harlem Heat (Booker T & Stevie Ray) derrotaron a The Nasty Boys (Brian Knobbs & Jerry Sags) y The Blue Bloods (Lord Steven Regal & Earl Robert Eaton) reteniendo el Campeonato Mundial en Parejas de la WCW (13:41)
  - Booker cubrió a Regal.
- Randy Savage derrotó a Ric Flair en una Lumberjack match (13:55)
  - Savage cubrió a Flair después de un Flying Elbow Drop.
  - The Lumberjacks que estaban en el ring eran: Arn Anderson, Booker T, Brian Knobbs, Bunkhouse Buck, Chris Kanyon, Dave Sullivan, Diamond Dallas Page, Dick Slater, Jim Duggan, Jerry Sags, Johnny B. Badd, Mark Starr, Max Muscle y Stevie Ray.
- Hulk Hogan derrotó a Vader en una Steel cage match reteniendo el Campeonato Mundial Peso Pesado de la WCW (13:13)
  - Hogan escapó de la jaula, ganando la lucha

### 1996
- Dark Match: Jim Powers derrotó a Hugh Morrus (4:23)
- The Steiner Brothers (Rick & Scott) derrotaron a Harlem Heat (Booker T & Stevie Ray) (con Col. Robert Parker) en un No DQ match, ganando el Campeonato Mundial en Parejas de la WCW (5:01)
- Bobby Walker derrotó a Billy Kidman (2:00)
- The Rock 'n' Roll Express (Ricky Morton & Robert Gibson) derrotaron a Fire and Ice (Scott Norton & Ice Train) (2:08)
- Eddie Guerrero derrotó a Lord Steven Regal (3:38)
- Rey Misterio, Jr. derrotó a Psychosis (15:18)
- John Tenta derrotó a Big Bubba (con Jimmy Hart) (9:00)
- Diamond Dallas Page derrotó a Jim Duggan en una Taped fist Match (5:39)
- The Nasty Boys (Brian Knobbs & Jerry Sags) derrotaron a The Public Enemy (Rocco Rock & Johnny Grunge) en una Double Dog Collar match (11:25)
- Dean Malenko derrotó a Disco Inferno reteniendo el Campeonato Peso Crucero de la WCW (12:04)
- Steve McMichael (con Queen Debra) derrotó a Joe Gómez
- Ric Flair (con Miss Elizabeth y Woman) derrotó a Konnan ganando el Campeonato Peso Pesado de los Estados Unidos de la WCW (15:39)
- The Giant & The Taskmaster derrotaron a Arn Anderson & Chris Benoit (7:59)
- The Outsiders (Kevin Nash & Scott Hall) & Hulk Hogan lucharon contra Randy Savage, Sting y Lex Luger acabando sin resultado (16:00)
  - La lucha quedó inconclusa luego de que Hulk Hogan se revelase como el tercer integrante del equipo Outsider, para luego formar la nWo cambiando a heel

### 1997
Bash at the Beach 1997 tuvo lugar el 13 de julio de 1997 desde el Ocean Center en Daytona Beach, Florida.
- Mortis y Wrath (con James Vandenberg) derrotaron a Glacier y Ernest Miller (9:47)
  - Mortis cubrió a Glacier después de un superkick.
  - Esta derrota marco la primera vez de Glacier en su carrera en la WCW
- Chris Jericho derrotó al Ultimate Dragon para retener el WCW Cruiserweight Championship (12:55)
  - Jericho cubrió a Dragon con un sunset flip.
- The Steiner Brothers (Rick y Scott) derrotaron a The Great Muta y Masa Chono (10:37)
  - Rick cubrió a Muta después de una DDT de Scott para hacer a los Steiners los contendientes a los WCW World Tag Team Championship.
- Juventud Guerrera, Héctor Garza, y Lizmark, Jr. derrotaron a La Parka, Psychosis, y Villano IV (10:08)
  - Garza cubrió a Villano V después de un standing moonsault.
- Chris Benoit derrotó a The Taskmaster (con Jacqueline) en una lucha de retiro (13:10)
  - Benoit cubrió a Taskmaster después de un Diving Headbutt.
- Jeff Jarrett derrotó a Steve McMichael (con Queen Debra McMichael) para retener el WCW United States Heavyweight Championship (6:56)
  - Jarrett cubrió a McMichael luego de golpearlo con el maletín.
- Scott Hall y Randy Savage (con Miss Elizabeth) derrotaron a Diamond Dallas Page y Curt Hennig (con Kimberly Page) (19:35)
  - Savage cubrió a Page después de un "Outsider's Edge de Hall y de un Diving Elbow Drop de Savage.
  - Durante la lucha, Hennig traicionó a Page.
- Roddy Piper derrotó a Ric Flair (13:26)
  - Piper ganó cuando Flair no respondió a una Sleeperhold.
- Lex Luger y The Giant derrotaron a Hollywood Hogan y Dennis Rodman (con Randy Savage) (22:30)
  - Luger forzó a Hogan para rendirse con una Torture Rack.
  - Kevin Nash interfirió en la lucha como Sting.
  - Después de la lucha, Luger atacó a Rodman y Savage.

### 1998
Bash at the Beach 1998 tuvo lugar el 12 de julio de 1998 desde el Cox Arena en San Diego, California.
- Dark match: Villaño IV y Villaño V derrotaron a Damien y Cíclope (7:51)
  - IV cubrió a Damien.
- Raven (con Riggs y Lodi) derrotaron aSaturn en una Raven's Rules match (10:40)
  - Raven cubrió a Saturn después de una Evenflow DDT.
- Juventud Guerrera derrotó a Kidman (9:55)
  - Guerrera cubrió a Kidman después de un 450° Splash.
- Stevie Ray derrotó a Chavo Guerrero, Jr. (1:35)
- Eddie Guerrero derrotó a Chavo Guerrero, Jr. en una Hair versus Hair match (11:54)
  - Eddie cubrió a Chavo con un small package.
  - Después de la lucha, Chavo se afeito el mismo la cabeza
- Konnan (con Lex Luger y Kevin Nash) derrotó a Disco Inferno (con Alex Wright) (2:16)
  - Konnan ganó vía sumisión
- The Giant derrotó a Kevin Greene (6:58)
  - Giant cubrió a Greene después de una chokeslam.
- Rey Misterio, Jr. derrotó a Chris Jericho para ganar el WCW Cruiserweight Championship (6:00)
  - Misterio cubrió a Jericho, aunque el título se lo regresaron a Jericho al día siguiente en WCW Monday Nitro, por la interferencia de Dean Malenko en la lucha.
- Booker T derrotó a Bret Hart por descalificación para retener el WCW World Television Championship (8:28)
  - Hart fue descalificado después de golpear a Booker con una silla
- Goldberg derrotó a Curt Hennig para retener el WCW World Heavyweight Championship (3:50)
  - Goldberg cubrió a Hennig después de un Jackhammer.
- Hollywood Hogan y Dennis Rodman (con The Disciple) derrotaron a Diamond Dallas Page y Karl Malone (23:47)
  - Hogan cubrió a Page después de un Apocalypse por The Disciple.

### 1999
Bash at the Beach 1999 tuvo lugar el 11 de julio de 1999 desde el National Car Rental Center en Fort Lauderdale, Florida.
- Dark match: CJ Afi y Jeremy López derrotaron a Jamie Howard y Jet Jaguar
- Ernest Miller (con Sonny Onoo) derrotó a Disco Inferno (8:07)
  - Miller cubrió a Inferno después de golpearlo con un zapato.
- Rick Steiner derrotó a Van Hammer para retener el WCW World Television Championship (3:05)
  - Steiner cubrió a Hammer después de un Steiner Bulldog.
- David Flair (con Ric Flair, Samantha, Double D, and Arn Anderson) derrotó a Dean Malenko para retener el WCW United States Heavyweight Championship (3:05)
  - David cubrió a Malenko después de que Ric golpeo a Malenko con el título.
- The No Limit Soldiers (Konnan, Rey Mysterio, Jr., Swoll, y Brad Armstrong) derrotaron a The West Texas Rednecks (Curt Hennig, Bobby Duncum, Jr., Barry Windham, y Kendall Windham) en una Elimination match (15:00)
  - Swoll cubrió a Duncum (6:26)
  - Hennig cubrió Armstrong (9:07)
  - Konnan cubrió a Kendall (10:52)
  - Barry y Konnan fueron contados afuera
  - Mysterio cubrió a Hennig
- Fit Finlay ganó una Junkyard Invitational siendo participantes: Cíclope, Jerry Flynn, Johnny Grunge, Hak, Horace Hogan, Brian Knobbs, Hugh Morrus, La Parka, Lord Steven Regal, Rocco Rock, Silver King, Squire David Taylor, y Mikey Whipwreck (13:50)
  - Finlay escapo a the junkyard para ganar la pelea y el WCW Hardcore Trophy.
- The Jersey Triad (Diamond Dallas Page, Chris Kanyon, y Bam Bam Bigelow) derrotaron a Perry Saturn y Chris Benoit para retener los WCW World Tag Team Championship (23:17)
  - Page cubrió a Saturn después de un Aided Diamond Cutter.
- Buff Bagwell (con Judy Bagwell) derrotó a Roddy Piper (con Ric Flair) (con Mills Lane as Special Guest Referee) en una boxing match (3rd round 0:36)
  - Bagwell cubrió a Piper después de un Buff Blockbuster.
- Randy Savage y Sid Vicious (con Madusa y Miss Madness) derrotaron a WCW World Heavyweight Champion Kevin Nash y Sting (con Gorgeous George) (13:21)
  - La estipulación de la lucha era que cualquiera que cubriera ganaría el WCW World Heavyweight Championship.
  - Savage cubrió a Nash para ganar el campeonato.

### 2000
Bash at the Beach 2000 tuvo lugar el 9 de julio de 2000 desde el Ocean Center en Daytona Beach, Florida.
- Lt. Loco derrotó a Juventud Guerrera y retuvo el Campeonato Peso Crucero de la WCW (12:09)
  - Loco cubrió a Guerrera después de un «Tornado DDT».
- Big Vito derrotó a Norman Smiley & Ralphus en un Handicap Match y retuvo el Campeonato Hardcore de la WCW (5:55)
  - Vito cubrió a Ralphus después de un «Splash» sobre una mesa.
- Daffney (con Crowbar) derrotó a Ms. Hancock (con David Flair) en un Wedding Gown Match (4:16)
  - Daffney ganó la lucha después que Ms. Hancock se despojara voluntariamente de su ropa.
  - Durante la lucha, Flair interfirió a favor de Ms. Hancock, mientras que  Crowbar interfirió a favor de Daffney.
- KroniK (Brian Adams & Bryan Clark) derrotó a The Perfect Event (Shawn Stasiak & Chuck Palumbo) y ganaron el Campeonato Mundial en Parejas de la WCW (13:36)
  - Adams cubrió a Stasiak después de un «Total Meltdown».
- Kanyon derrotó a Booker T (10:05)
  - Kanyon cubrió a Booker después de un «Kanyon Kutter».
  - Durante la lucha, Jeff Jarrett interfirió a favor de Kanyon rompiéndole una guitarra en la cabeza a Booker.
- Mike Awesome derrotó al Campeón Peso Pesado de los Estados Unidos de la WCW Scott Steiner (con Midajah) por descalificación (9:11)
  - Steiner fue descalificado por usar un «Steiner Recliner» en Awesome, que fue prohibido.
  - Como consecuencia, Steiner fue despojado del campeonato.
  - El Comisionado de la WCW Ernest Miller interfirió durante la lucha.
  - Después de la lucha, Steiner atacó a Miller y Awesome.
- Vampiro derrotó a The Demon (con Asya) en un Graveyard Match (6:40)
  - Vampiro ganó la lucha después de encerrar a The Demon en un ataúd, arrojarlo en una tumba abierta y regresar a la arena.
  - Después de que Vampiro regresó a la arena, Sting hizo su regreso y atacó a Vampiro.
- Shane Douglas derrotó a Buff Bagwell (7:54)
  - Douglas cubrió a Bagwell después de un «Franchiser».
  - Durante la lucha, Torrie Wilson interfirió a favor de Douglas.
- Hollywood Hogan derrotó al Campeón Mundial Peso Pesado de la WCW Jeff Jarrett (1:19)
  - Hogan cubrió a Jarrett después de que Vince Russo le dijo a Jarrett que se tirara ante Hogan para recibir la cuenta.
  - Después de la lucha, Russo despidió a Hogan, le regresó el campeonato a Jarrett y lo defendería más tarde ante Booker T.
  - Esta fue la última lucha de Hogan en WCW.
- Goldberg derrotó a Kevin Nash (5:28)
  - Goldberg cubrió a Nash después de un «Spear» seguido de un «Jackhammer».
  - Durante la lucha, Scott Steiner apareció para aparentemente apoyar a Nash, pero luego lo traicionó y lo atacó.
  - El contrato de Scott Hall estaba en juego; como resultado que Goldberg ganó, el contrato de Hall fue terminado.
  - Después de la lucha, Goldberg rompió el contrato de Hall.
- Booker T derrotó a Jeff Jarrett y ganó el Campeonato Mundial Peso Pesado de la WCW (13:40)
  - Booker cubrió a Jarrett después de un «Book End».